# 땅콩 스튜
땅콩 스튜(--stew)는 고기 또는 생선과 채소를 토마토와 땅콩 버터로 맛을 낸 국물에 익혀 내는 서아프리카식 스튜 또는 소스이다. 말리를 비롯한 서아프리카 지역에 사는 만데족 사람들인 만딩카족, 밤바라족 사람들의 요리이며, 이후 월로프족 등 이웃 민족에게도 소개되어 서아프리카 전역에서 널리 먹게 되었다. 지역에 따라 도모다(만딩카어: domodaa), 마페(월로프어: maafe), 티가데게나(밤바라어: tigadɛgɛna) 등 여러 가지 이름으로 불린다.

## 이름
만딩카어 도모다(domodaa)는 "먹다"를 뜻하는 동사 "도모(domo)"에서 나왔다. 만딩카어 사용 지역에서는 도모다가 경우에 따라 단순히 "소스"나 "수프"를 뜻하는 두랑오(duuraŋo)로 불리기도 한다.
밤바라어 티가데게나(tigadɛgɛna)는 "땅콩"을 뜻하는 "티가(tìga)"와 "페이스트"를 뜻하는 "데게(dɛ̀gɛ)"를 합쳐 만들어 "땅콩 페이스트, 땅콩 버터"를 뜻하는 "티가데게(tìgàdɛgɛ)"에 "소스, 수프"를 뜻하는 "나(na)"를 합쳐 만든 말이다.
그 외에 월로프어 사용 지역에서는 마페(maafe)라는 이름으로 불린다. 영어권에서는 "땅콩 스튜"를 뜻하는 "피넛 스튜(peanut stew)" 또는 "그라운드넛 스튜(groundnut stew)", 또는 "땅콩 버터 수프"를 뜻하는 "피넛 버터 수프(peanut butter soup)" 등으로 알려져 있다. "그라운드넛(groundnut)"은 여러 영어권 아프리카 지역에서 "땅콩"을 부르는 말이다. 프랑스어권에서는 흔히 "땅콩 소스"라는 뜻의 소스 다라시드(sauce d'arachide)로 불린다.

## 지역별 땅콩 스튜

### 감비아
도모다는 감비아의 국민 음식으로 여겨진다.
고기(쇠고기, 양고기, 닭고기 등)나 생선을 다진 양파와 마늘 등 향신채, 후춧가루 등 향신료, 소금 등 조미료로 양념해 냄비에 넣고 뚜껑을 닫아 찌듯 익힌다. 육즙과 채즙이 나오면 토마토와 고추(스코치보닛 또는 아바네로 등) 등을 블렌더에 퓌레한 것과 물, 토마토 페이스트, 땅콩 버터 등을 넣고 잘 섞이도록 저은 다음 채소(감자, 고구마, 당근, 오크라, 호박 등)을 넣어 스튜한다. 부용 큐브나 케럽, 예트(말린 왕달팽이) 등도 흔히 사용되는 재료이다. 잘 스튜한 도모다는 레몬 또는 라임 즙을 뿌리고 쌀밥과 함께 낸다.

### 말리
티가데게나는 말리의 국민 음식으로 여겨진다.

### 세네갈
세네갈에서는 땅콩 버터를 넣어 끓인 "마페(maafe)"와 땅콩 버터를 넣지 않고 밀가루로 걸쭉하게 만든 "도모다(domodaa)"가 구분된다.

## 사진

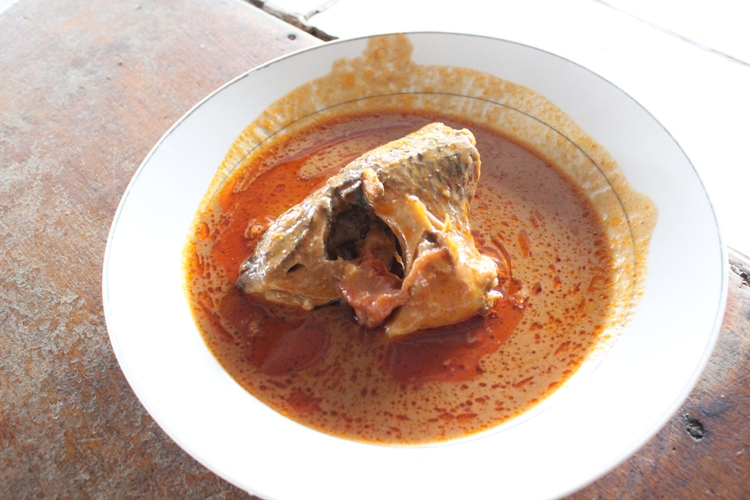
생선 도모다
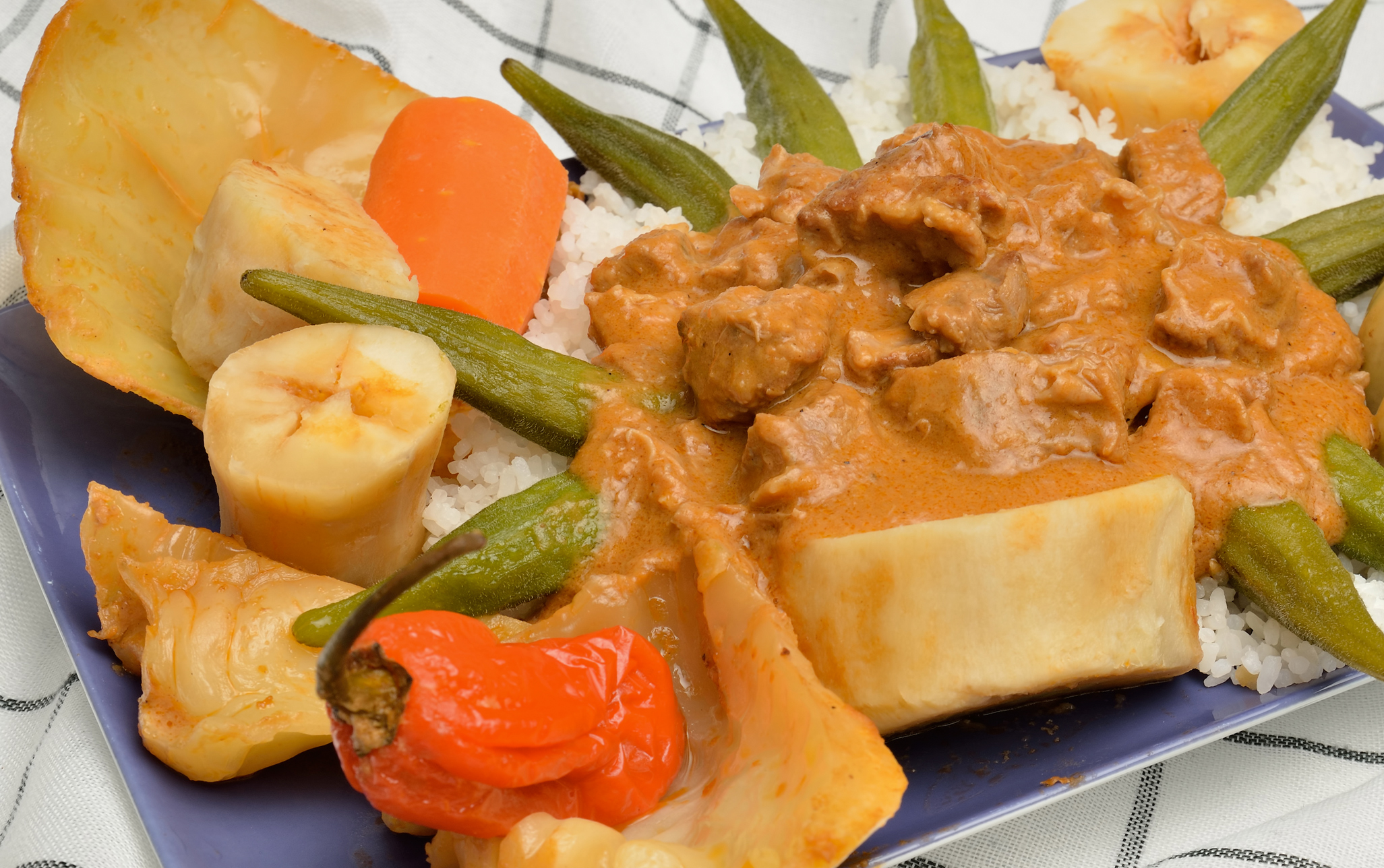
마페 (세네갈)

## 같이 보기
- 땅콩 수프